# Martin Sagner
Martin Sagner (Novigrad Podravski, 11. kolovoza 1932. – Zagreb, 12. studenoga 2019.), bio je hrvatski kazališni, televizijski i filmski glumac, najpoznatiji po ulozi Andrije 'Dudeka' Draša Katalenića iz kultnih TV serija "Gruntovčani" i "Mejaši".

## Životopis

### Glumačka karijera
Satiričkom kazalištu »Jazavac« pristupa 1964., a 1969. prelazi u zagrebačko gradsko kazalište »Komedija«, o čemu je i posvjedočio riječima:
»Teško je bilo na početku, ja sam bil seljačić..., ali volil me je profesor Klaić, on je imal kolegij akcentologije. Javno je jednom rekao da sam ja njegov uspjeh (...) Puno sam puta govorio Balade Petrice Kerempuha i mislio sam da ih nikad neću zaboraviti... Dakle, nisam bil samo Martin Sagner Dudek, nego i Sagner kaj zna Krležu.«

### Politička aktivnost
Bio je HDZ-ov zastupnik u prvom postkomunističkom sazivu Sabora Republike Hrvatske (1990. – 1992.) te u Drugom sazivu Hrvatskog sabora (1992. – 1995.).

O svojoj je političkoj djelatnosti izjavio:
»Nakon dr. Branka Gavelle, druga osoba koja je obilježila moj život je dr. Tuđman, ja sam u to vrijeme na nagovor dragoga dr. Tuđmana ušao i u politiku. Dr. Tuđman mi je doslovce rekao: "meni treba pomoć." Ako vas netko zamoli da mu pomognete, kak bute rekli ne? Ja to ne znam reći. Zato sam otišel pomoći. Kad sam videl da sam napravil kaj sam napravil, zamolil sam ga da se ja više ne bi time bavil. Pustil me je, ali dosta žalostan, rekel je: "Svi me ostavljate." Ja sam pomogel hrvatsko žito žeti i hrvatsko žito obraniti i Tuđman me nagradil sa šest odličja.«

### Zanimljivosti
- Položio je kamen temeljac za Svetište Predragocjene Krvi Kristove u Ludbregu, 4. rujna 1993. godine.
- Dragovoljac je Domovinskog rata.

## Filmografija

### Televizijske uloge
- "Neuništivi" kao Dudek (1990.)
- "Hokejaši" kao Dudek (1986.)
- "Inspektor Vinko" kao majstor Sever (1984.)
- "Nepokoreni grad" (1982.)
- "Prizori iz obiteljskog života" (1979.)
- "Punom parom" kao portir Šule (1978.)
- "Gruntovčani" kao Andrija "Dudek" Draš Katalenić (1975.)
- "Kuda idu divlje svinje" kao prevoditelj (1971.)
- "Mejaši" kao Andrija "Dudek" Draš Katalenić (1970.)
- "Fiškal" kao tip s košarom (1970.)
- "Sumorna jesen" (1969.)
- "Dnevnik Očenašeka" kao gospon s kuglane (1969.)

### Filmske uloge
- "Duga mračna noć" kao Bartolov otac (2004.)
- "Priča iz Hrvatske" kao Barićev susjed (1991.)
- "Tamburaši" kao Lojza (1982.)
- "Diskrecija zajamčena" (1972.)
- "Kolinje" kao Dudek (1970.)
- "Događaj" (1969.)
- "Jugoslavensko radno vrijeme" (1969.)
- "Slučajni život" (1969.)
- "Guske koje nisu spasile Rim" (1969.)
- "Gravitacija ili fantastična mladost činovnika Borisa Horvata" kao službenik u banci #5 (1968.)
- "Tri sata za ljubav" (1968.)
- "Breza" kao Markov pajdaš i grobar (1967.)
- "Protest" (1967.)
- "Sonata facile" (1965.)
- "Labirint smrti" kao Bonoja (1965.)
- "Tonkina jedina ljubav" (1965.)
- "Nikoletina Bursać" kao Zlatko (1964.)
- "Abeceda straha" kao šofer (1961.)

### Sinkronizacija
- "Garfield" kao Garfield (prva HRT sinkronizacija) (1995.)
- "Štrumpfovi" kao Trapavi (verzija iz Zagrebačke televizije, 1985.)

## Vanjske poveznice
- Martin Sagner u internetskoj bazi filmova IMDb-u (engl.)
- Preminuo martin sagner